# Asseco Resovia 2015-2016
Questa voce raccoglie le informazioni riguardanti l'Asseco Resovia nelle competizioni ufficiali della stagione 2015-2016.

## Organigramma societario
Area direttiva
- Presidente: Marek Panek

Area tecnica
- Allenatore: Andrzej Kowal
- Allenatore in seconda: Marcin Ogonowski

## Rosa
| N° | Nome               | Ruolo | Data di nascita  | Nazionalità sportiva |
| -- | ------------------ | ----- | ---------------- | -------------------- |
| 1  | Bartosz Kurek      | S/O   | 29 agosto 1988   | Polonia              |
| 2  | Thomas Jaeschke    | S     | 4 settembre 1993 | Stati Uniti          |
| 4  | Piotr Nowakowski   | C     | 18 dicembre 1987 | Polonia              |
| 5  | Lukáš Ticháček     | P     | 12 gennaio 1982  | Rep. Ceca            |
| 6  | Dawid Dryja        | C     | 21 luglio 1992   | Polonia              |
| 7  | Aleh Achrem        | S     | 12 marzo 1983    | Bielorussia          |
| 8  | Julien Lyneel      | S     | 15 aprile 1990   | Francia              |
| 9  | Dmytro Pašyckyj    | C     | 29 novembre 1987 | Ucraina              |
| 10 | Jochen Schöps      | S/O   | 8 ottobre 1983   | Germania             |
| 11 | Fabian Drzyzga     | P     | 3 gennaio 1990   | Polonia              |
| 12 | Łukasz Perłowski   | C     | 3 aprile 1984    | Polonia              |
| 14 | Aleksander Śliwka  | S     | 24 maggio 1995   | Polonia              |
| 16 | Krzysztof Ignaczak | L     | 15 maggio 1978   | Polonia              |
| 17 | Nikolaj Penčev     | S     | 22 maggio 1992   | Bulgaria             |
| 18 | Damian Wojtaszek   | L     | 7 settembre 1988 | Polonia              |
| 19 | Russell Holmes     | C     | 1º luglio 1982   | Stati Uniti          |
| 20 | Dominik Witczak    | S/O   | 2 gennaio 1983   | Polonia              |